# Chan Chan (floresta)
Chan Chan (em castelhano:  selva de Chan Chan) foi uma floresta densa que existia entre Osorno e La Unión no sul do Chile. A floresta foi incendiada inicialmente no verão de 1851 por ordem do oficial de colonização chileno Vicente Pérez Rosales. Pichi Juan, um nativo Huilliche, foi encarregado de incendiar a floresta. Pichi Juan fez isso iniciando incêndios em vários locais. De acordo com Pérez Rosales, Pichi Juan escapou por pouco da morte, escondendo-se dentro do tronco de uma Nothofagus dombeyi.
Apesar da destruição da floresta de Chan Chan e de muitas outras clareiras em 1859, Pérez Rosales, então Ministro da Colonização, continuou a afirmar que o sul do Chile estava amplamente coberto por florestas. O incêndio durou cerca de três meses e, numa determinada altura, a cidade vizinha de Valdivia ficou sob "fumo denso" durante semanas.